# St. Martin (Gundremmingen)

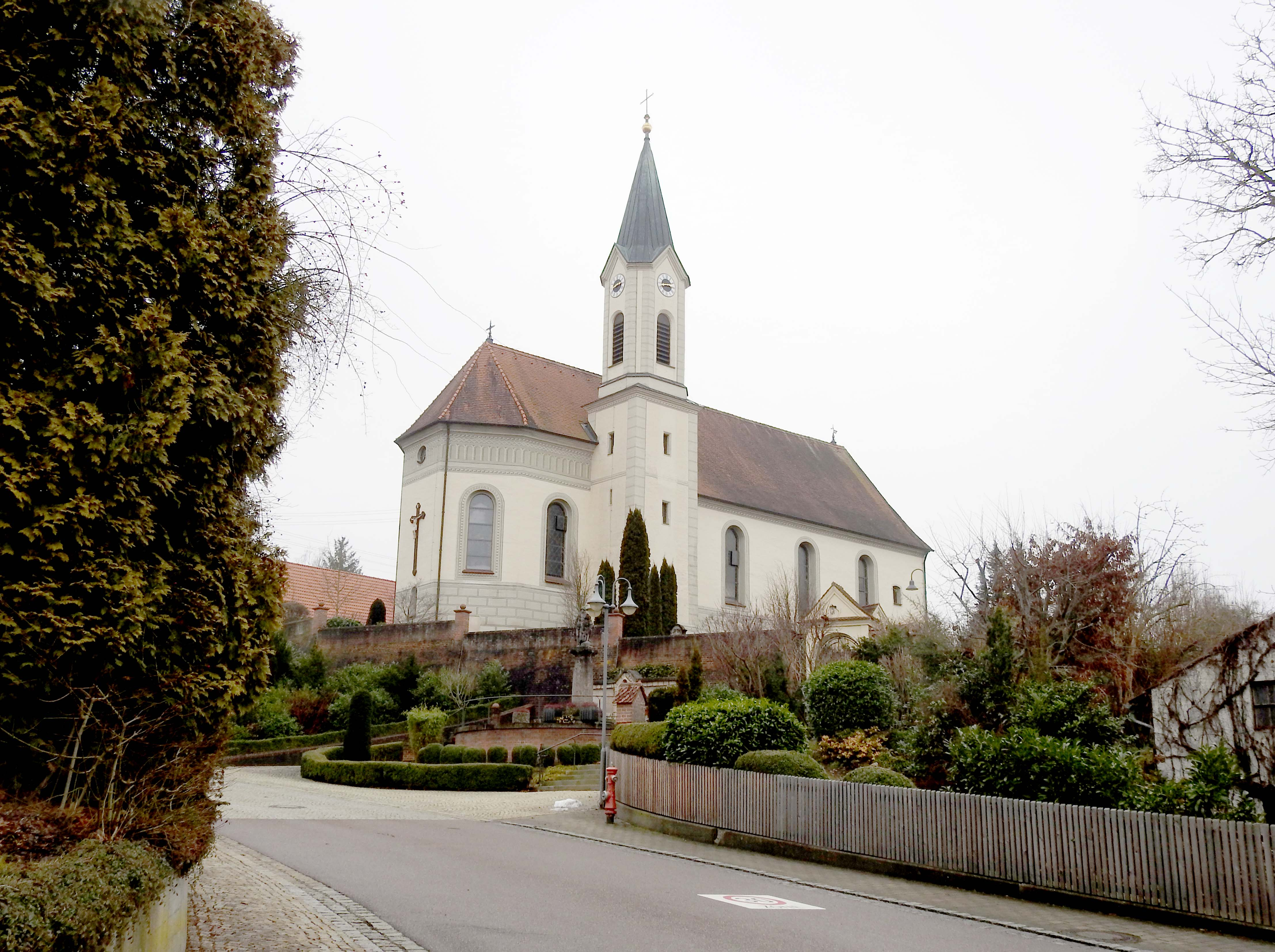
St. Martin in Gundremmingen

Die römisch-katholische Pfarrkirche St. Martin steht in Gundremmingen, einer Gemeinde im schwäbischen Landkreis Günzburg in Bayern. Das Bauwerk ist in der Liste der Baudenkmäler in Gundremmingen als Baudenkmal unter der Nr. D-7-74-136-2 eingetragen. Die Pfarrei gehört zum Dekanat Günzburg des Bistums Augsburg.

## Beschreibung
Die im Kern mittelalterliche Saalkirche wurde 1742/43 erweitert und um 1900 erneuert. Sie besteht aus einem Langhaus, einem eingezogenen, dreiseitig geschlossenen Chor im Osten, einem Chorflankenturm auf quadratischem Grundriss an der Nordwand und der Sakristei an der Südwand des Chors. Der Chorflankenturm wurde 1877 mit einem achteckigen Geschoss aufgestockt, das die Turmuhr und den Glockenstuhl beherbergt, und mit einem spitzen Helm zwischen den Dreiecksgiebeln bedeckt. 
Der Innenraum des Langhauses ist mit einer Flachdecke überspannt. Die Kirchenausstattung ist einheitlich neuromanisch. Die Altarretabel der Seitenaltäre mit der Darstellung der Kreuzigung Christi und der Anbetung der Hirten hat Johannes Kaspar geschaffen. Die Orgel mit 17 Registern, verteilt auf zwei Manuale und ein Pedal, wurde 1976 als Opus 51 von der Orgelbau Sandtner errichtet.